# Debout là-dedans !
Pour plus de détails, voir Fiche technique et Distribution.
Debout là-dedans !  est un film français réalisé par Henry Wulschleger, sorti en 1935.

## Synopsis
Le surveillant Paufilat, généreux et modeste, est méprisé par le surveillant général, et moqué par les élèves de l'établissement où il exerce. Amoureux d'une jeune fille, il n'ose lui avouer sa flamme. Convoqué pour effectuer son service militaire, il se fait remarquer par ses qualités de décision et sa bonhomie. Un malentendu lui attribue le mérite d'un acte héroïque, le sauvetage d'une jeune fille du monde, et bien qu'il finisse par détromper les autorités militaires, le prestige et les honneurs lui restent, il épouse sa bien-aimée, tandis que le véritable héros épouse celle qu'il a sauvée.

## Fiche technique
- Réalisation : Henry Wulschleger
- Scénario : Yves Mirande
- Décors : Robert Saurin
- Musique : Vincent Scotto et Georges Koger
- Montage : Maurice Serein
- Son : André Apard
- Société de production : Delta-Films
- Pays de production :  France
- Format :  Noir et blanc - 35 mm - son mono
- Genre : Comédie
- Durée : 99 minutes
- Date de sortie : 
  - France : 20 décembre 1935

## Distribution
- Bach :  Paufilat
- Germaine Roger  : Clara
- Félix Oudart : le capitaine
- Simone Héliard : Lucie
- Nicolas Amato
- Albert Broquin
- Georges Cahuzac
- Léonce Corne
- Dany Flore
- Édouard Francomme
- Émile Genevois
- Serge Grave
- Paul Gury : le surveillant général
- Pierre Juvenet
- Armand Lurville : le maire
- Jean-François Martial
- Pierre Moreno
- Paul Ollivier : le concierge
- Louis Pré Fils
- George Rigaud : Georges
- Émile Saint-Ober
- Serjius
- Jacques Thann
- Titys : le garçon de café
- Victor Vina
- Louis Zellas : le fort des Halles réserviste